# Лісімахія
Лісімахія (грец. Λυσιμαχία) — озеро, розташоване на захід від міста Агрініо, в номі Етолія і Акарнанія, регіону Західна Греція.
Площа озера становить 13,2 км², 17 км завдовжки, його глибина становить близько 9 метрів.
| Греція | Це незавершена стаття з географії Греції. Ви можете допомогти проєкту, виправивши або дописавши її. |